# Pactumeu Magne
Pactumeu Magne (en llatí Pactumeius Magnus) va ser un senador romà de rang consular que va viure al segle ii.
Apareix com a cònsol sufecte l'any 183. Va ser executat per ordre de Còmmode. Va tenir una filla de nom Pactumea Magna, mencionada al Digest. Pactumeu Andròstenes, que també apareix al Digest, era un llibert de Pactumeu Magne.